# IWGP U-30無差別級王座
IWGP U-30無差別級王座（IWGPアンダー-サーティーむさべつきゅうおうざ）は、新日本プロレスが管理、認定していた王座。

## 概要
棚橋弘至の提唱で30歳以内の選手を対象にしたU-30無差別級王座を創設。創設当初は棚橋のプライベート王座の色合いが濃かった。
2004年11月4日、IWGPの認定王座として執行されて王座名をIWGP U-30無差別級王座に変更。
第3代王者の棚橋の返上以降は王座決定戦の動きが止まっており現在は事実上封印。

## 歴代王者
| 初代  | 棚橋弘至 | 1 | 11 | 2003年4月23日 | 広島サンプラザホール |
| 第2代 | 中邑真輔 | 1 | 0  | 2005年1月4日  | 東京ドーム           |
| 第3代 | 棚橋弘至 | 2 | 2  | 2005年7月18日 | 京都市体育館         |
| ※封印 |          |   |    |               |                      |

## 主な記録
- 最多戴冠回数：2回 - 棚橋弘至（初代・第3代）
- 最多連続防衛回数：11回 - 棚橋弘至（初代）
- 最多通算防衛回数：13回 - 棚橋弘至
- 最長保持期間：622日 - 棚橋弘至（初代）
- 最短保持期間：117日 - 中邑真輔（第2代）
- デビュー最長戴冠記録 ：5年9か月 - 棚橋弘至（第3代）
- デビュー最短戴冠記録：2年4か月 - 中邑真輔（第2代）
- 最年長戴冠記録：28歳8か月 - 棚橋弘至（第3代）
- 最年少戴冠記録：24歳10か月 - 中邑真輔（第2代）

## 主な出来事
2011年10月10日、棚橋弘至がIWGPヘビー級王座を防衛した直後に矢野通が乱入してチャンピオンベルトを強奪。10月22日、矢野との試合終了後にチャンピオンベルトが入っているとおもわれるアタッシュケースを棚橋が奪い取るも、ケースを開けたら中身はIWGP U-30無差別級王座のチャンピオンベルトだった。